# Tony Kofi

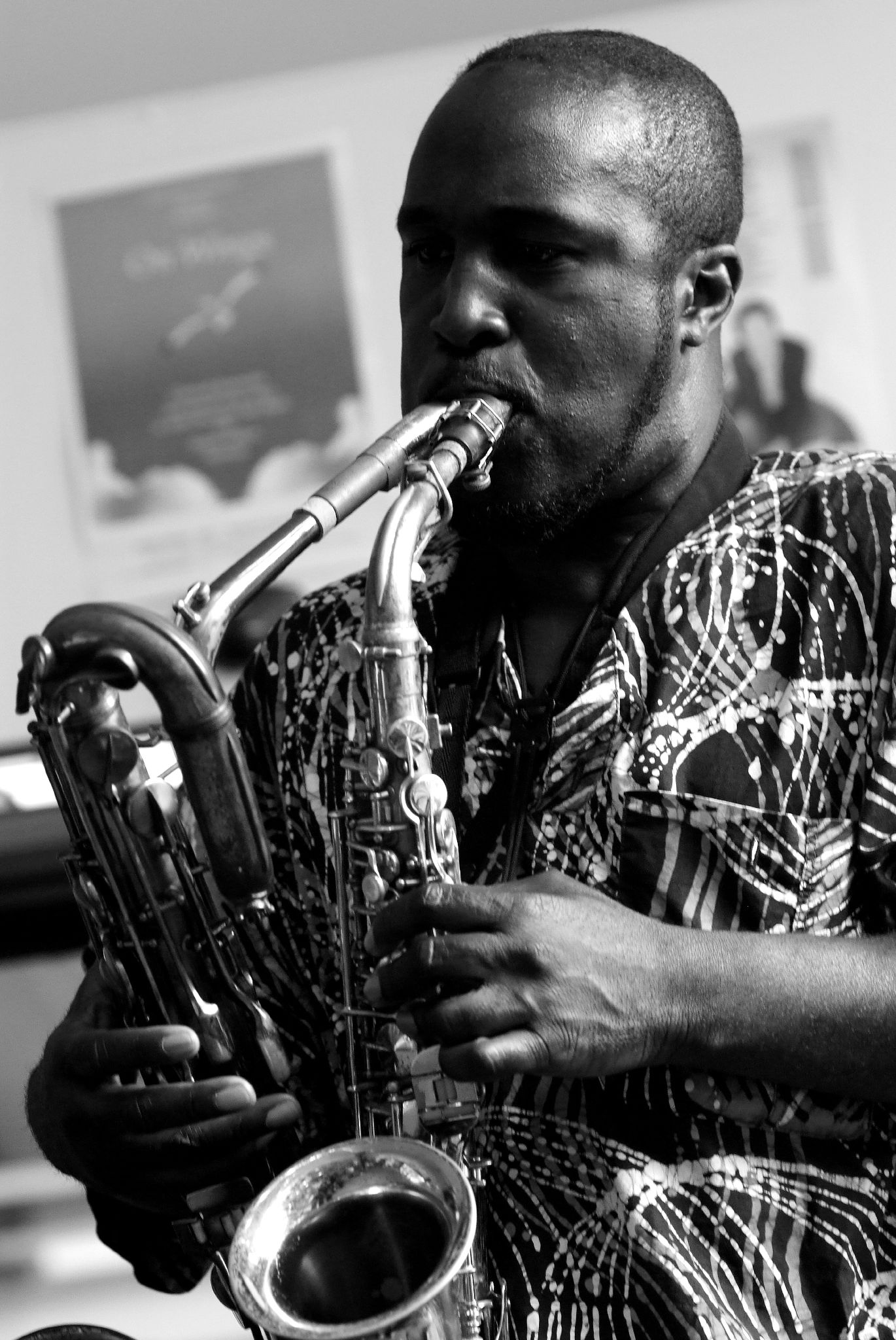
Tony Kofi

Tony Kofi (Nottingham, 1966) is een Britse saxofonist (alt-, bariton- en sopraansaxofoon) en fluitist in de jazz.
Kofi, een zoon van Ghanese ouders, studeerde aan Berklee College of Music waar hij les had van onder andere Donald Byrd en Billy Pearce. Vanaf 1991 was hij lid van de Jazz Warriors en ook speelde hij in Gary Crosby's groepen Nu Troop en Jazz Jamaica. Verder werkte hij onder meer met Billy Higgins, Clifford Jarvis, Courtney Pine, Donald Byrd, Dr. Lonnie Smith, de bigbands van Julian Joseph, David Murray, Sam Rivers en Andrew Hill, Us3 en de hiphop-groep Digable Planets. Met Byron Wallen formeerde hij de groep 'Indigo', begon hij jazz-workshops en schreef hij een jazztheorie-boek. Ook begon hij een kwartet, dat werk van pianist Thelonious Monk uitvoerde. Een album van deze groep werd in 2005 genomineerd in de 2005 BBC Jazz Awards in de categorie 'jazzalbum van het jaar'. Ook leidde hij een tienmansband, de 'Afro Jazz Family'. Op dit moment staat hij aan het hoofd van de groep 'Standard Time'.

## Discografie
- Plays Monk: All is Know, Specific Jazz, 2004
- Future PAssed, Specific Jazz, 2006
- The Silent Truth, Specific Jazz, 2008
- For the Love of Ornette (met Jamaaladeen Tacuma), Jazzwerkstatt, 2011